# 罵倒村
「罵倒村」（ばとうむら）は、2025年5月13日よりNetflixで独占配信されている日本のコメディ番組。約114分。
佐久間宣行のYouTubeチャンネル「佐久間宣行のNOBROCK TV」の大型ロケ企画「罵倒村 ～ もしも日本に住民全員が罵倒してくる村があったら」を元に、規模を拡大させた番組である。

## あらすじ
7名の芸人が、Netflixのコメディ番組「トークサバイバー!」のスピンオフ企画と騙されて山奥の村に連れてこられる。
村に封印されていた呪いが解き放たれ、呪いで「腐り人」と化した村人たちはメンバーを激しく罵倒する。罵倒や理不尽なイジリに対して、怒ったりイラついたメンバーは、強制的に番組から退場させられる。
村長から呪いの封印方法を聞いたメンバーは、封印に必要な呪具を村内で集めることになる。

## スタッフ
- 企画演出・プロデューサー：佐久間宣行
- プロデューサー：碓氷容子、須藤景子
- 演出：前川コーファン、降川浩史
- 制作プロダクション：NEXTEP
- 制作協力：吉本興業、RIDIC
- 製作：Netflix

## 出演
- 渡部建（アンジャッシュ）
- 渡辺隆（錦鯉）
- 屋敷裕政（ニューヨーク）
- 長谷川忍（シソンヌ）
- 津田篤宏（ダイアン）
- 高野正成（きしたかの）
- すがちゃん最高No.1（ぱーてぃーちゃん）
- 笠松将：村の秘密を追う記者

### 教団「腐地獄（ぷぺる）」
- 西野亮廣（キングコング）：教団「腐地獄（ぷぺる）」の教祖
- サーヤ（ラランド）：司教
- 田丸りさ：信者。罵倒ギャルのひとり。
- 藤本敏史（FUJIWARA）：信者
- 長谷川雅紀（錦鯉）：信者
- 信子（ぱーてぃーちゃん）：信者
- 金子きょんちぃ（ぱーてぃーちゃん）：信者
- 市川義一（女と男）：信者
- ニシダ（ラランド）：信者
- 近藤千種：菊祓い
- 立野沙紀：菊祓いのアシスタント

### 罵倒村の住民
- 古田新太：罵倒村の村長
- 堀未央奈：村長の長女
- みりちゃむ：村長の次女
- 永尾柚乃：村の少女
- 岩谷健司：村人
- 五頭岳夫：村人
- 木本武宏（TKO）：首輪をはめられた男
- 平田敦子：木本を引き回す女
- 久保田かずのぶ（とろサーモン）：村長宅で飼われている腐り人
- 髙嶋政宏：村営テレビの番組「タイムスリップ・ワイドショー」の司会者
- 加護亜依：病人役の女優

### 番組MC
- 東野幸治
- 森香澄：「タイムスリップ・ワイドショー」の番組アシスタントも兼務